# علوية زكي
علوية زكي (2 مايو 1926 - 7 أغسطس 2019)، مخرجة مصرية. برزت على ساحة الإخراج بمسلسلات وأفلام ذات مضمون اجتماعي قيم، حيث أنها سلطت الضوء على قضايا المرأة الملحة نتيجة أعمالها المتنوعة.